# Anabarhynchus apertus
Anabarhynchus apertus är en tvåvingeart som först beskrevs av Macquart 1846.  Anabarhynchus apertus ingår i släktet Anabarhynchus och familjen stilettflugor. Inga underarter finns listade i Catalogue of Life.